# Невер (Росія)
Невер (рос. Неверь) — присілок в Дятьковському районі Брянської області Російської Федерації.
Населення становить 403 особи. Входить до складу муніципального утворення Большежуковське сільське поселення.

## Історія
Від 2005 року входить до складу муніципального утворення Большежуковське сільське поселення.

## Населення
| 2010 | 2013 |
| ---- | ---- |
| 326  | ↗403 |